# Ống kính Canon EF 200–400mm

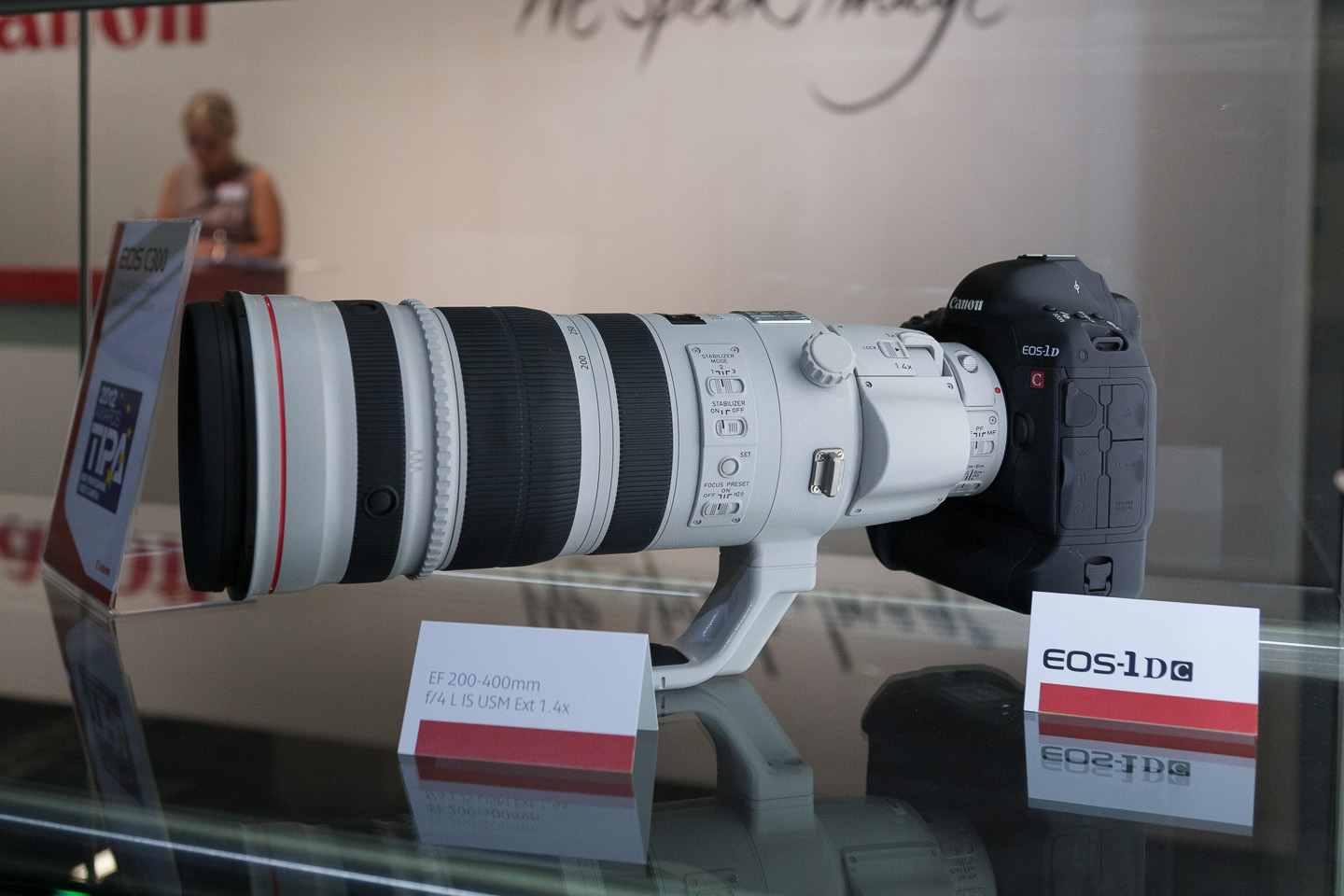
EF 200-400mm với EOS-1D C

EF 200–400mm f/4L IS USM Extender 1.4× là ống kính zoom siêu tele ngàm EF được sản xuất bởi Canon. Đây là ống kính chuyên nghiệp thuộc dòng L. Đây là ống kính ngàm EF đầu tiên của Canon tích hợp ống nhân tiêu cự.
Ngày 22-4-2014, Canon công bố họ đã sản xuất ống kính ngàm EF thứ 100 triệu và ống đó là 200-400 f/4L IS USM.

## Lịch sử
Tháng 2-2011, Canon tuyên bố họ đang phát triển ống kính zoom siêu tele mới bên cạnh dòng 100-400L, và nguyên mẫu đầu tiên được đưa tới triển lãm CP+ 2011. Đến tháng 5-2013, Canon mới công bố chính thức về sự xuất hiện của ống 200-400.

## Tích hợp 1.4× Extender
Mặc dù không phải ống kính đầu tiên tích hợp ống nhân tiêu cự, điều này đã có từ ống FD 1200mm f/5.6L 1.4x,
thì 200-400 vẫn là ống đầu tiên dùng ngàm EF có ống nhân tiêu cự được sản xuất hàng loạt. Với ống nhân tiêu cự thì trường nhìn sẽ giống như 280-560mm trên full-frame. Có một cần gạt ở gần đuôi ống kính, người dùng có thể gạt để kích hoạt ống nhân tiêu cự.

## Thông số kỹ thuật

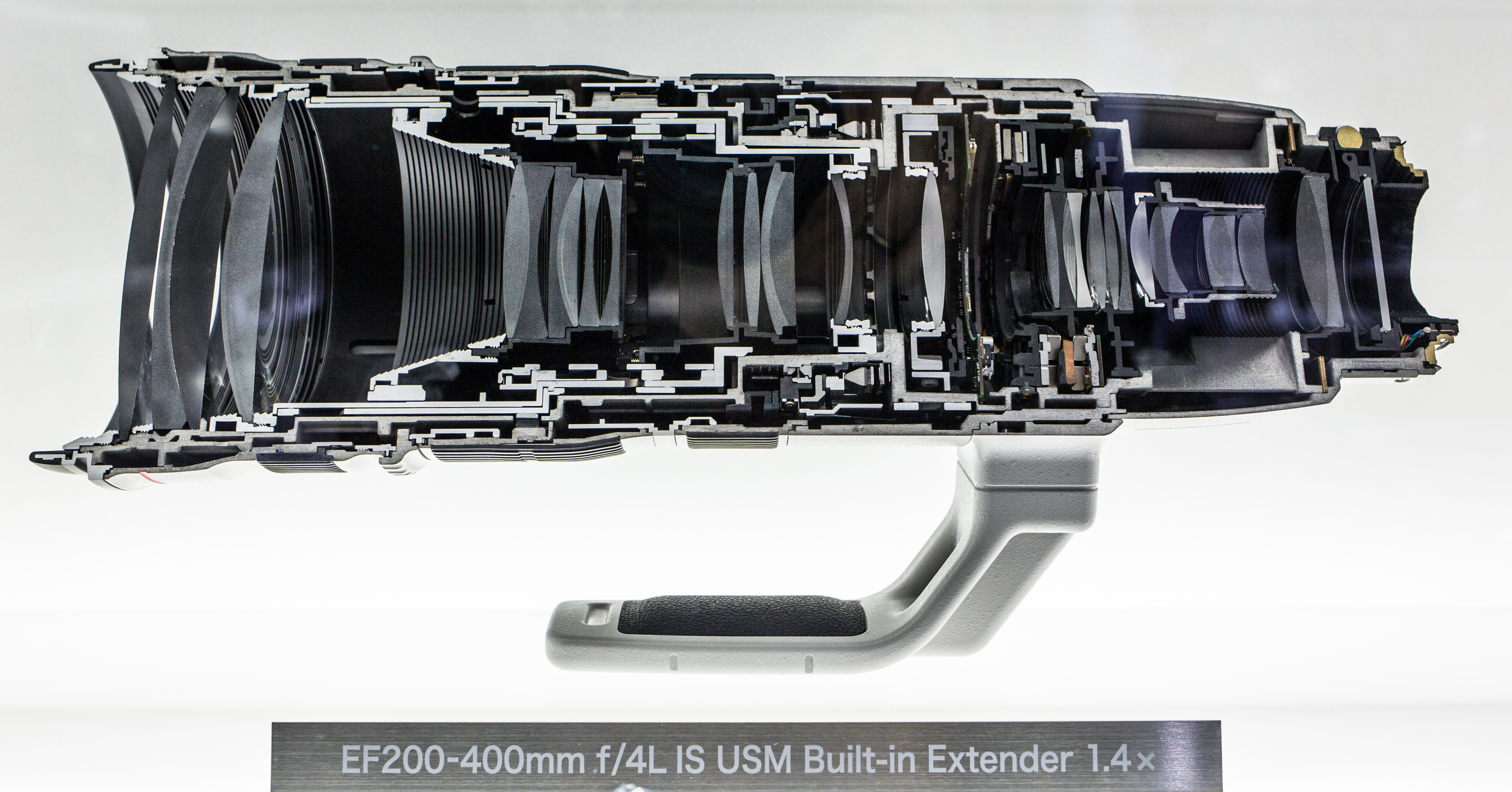
Mặt cắt của ống Canon EF 200-400mm f/4L IS USM Extender 1.4x

| Thuộc tính              | f/4L IS USM Extender 1.4x                         |
| ----------------------- | ------------------------------------------------- |
| Ảnh                     |                                                   |
| Đặc điểm chính          |                                                   |
| Ổn định hình ảnh        | Có, (4 stop)                                      |
| Chống thời tiết         | Có                                                |
| USM                     | Có                                                |
| Dòng L                  | Có                                                |
| Giảm nhiễu xạ quang học | Không                                             |
| Macro                   | Không                                             |
| Tích hợp 1.4× Extender  | Có                                                |
| Dữ liệu kỹ thuật        |                                                   |
| Khẩu độ tối đa          | f/4 (f/5.6 khi dùng ống nhân tiêu cự)             |
| Khẩu độ tối thiểu       | f/32 (f/45 khi dùng ống nhân tiêu cự)             |
| Góc nhìn ngang          | 10°–5°10' (7°20'–3°40' khi dùng ống nhân tiêu cự) |
| Góc nhìn dọc            | 7°–3°30' (4°55'–2°25' khi dùng ống nhân tiêu cự)  |
| Góc nhìn chéo           | 12°–6°10' (8°50'–4°25' khi dùng ống nhân tiêu cự) |
| Nhóm/thấu kính          | 20/25 (24/33 khi dùng ống nhân tiêu cự)           |
| Số lá khẩu              | 9                                                 |
| Khoảng lấy nét gần nhất | 2.0m                                              |
| Độ phóng đại tối đa     | 0.15x (0.21x khi dùng ống nhân tiêu cự)           |
| Dữ liệu kỹ thuật        |                                                   |
| Khối lượng              | 3620g                                             |
| Đường kính lớn nhất     | 128g                                              |
| Chiều dài               | 366g                                              |
| Đường kính filter       | 52mm, đặt bên trong                               |
| Phụ kiện                |                                                   |
| Hood                    | ET-120 (WII)                                      |
| Nắp ống kính            | E-145C                                            |
| Túi, vali               | 200–400                                           |
| Thông tin ra mắt        |                                                   |
| Thời gian ra mắt        | Tháng 5-2013                                      |
| Giá khởi điểm (US$)     | $10999.00                                         |